# Artem Dalakian
Artem Dalakian est un boxeur ukrainien d'origine arménienne, né le 10 août 1987 à Bakou, Azerbaïdjan.

## Carrière
Passé professionnel en 2011, il remporte le titre vacant de champion du monde des poids mouches WBA en battant aux points Brian Viloria le 24 février 2018. Dalakian conserve son titre le 17 juin 2018 en battant par arrêt de l'arbitre au 8e round Sirichai Thaiyen et le 15 décembre 2018  par arrêt de Gregorio Lebron au 6e round. Il récidive le 15 juin 2019 en stoppant au 10e round Sarawut Thawornkham et le 8 février 2020 en battant aux points Josber Perez.
Artem Dalakian poursuit sa série de victoires en battant par arrêt de l’arbitre au 9e round Luis Concepción le 20 novembre 2021 avant d'être finalement battu par le Japonais Seigo Yuri Akui le 23 janvier 2024.